# غليزا 1214b
غليزا 1214 ب (بالإنجليزية GJ 1214 b) ويسمى أيضا غليس 1214 بي (بالإنجليزية Gliese 1214 b) وهو كوكب خارج المجموعة الشمسية وصنفه العلماء ضمن صنف أرض هائلة، وذلك بسبب حجمه الذي يكبر الأرض. يدور هذا الكوكب حول نجمة الذي هو أقل إشعاعا وأصغر حجما من الشمس. يقع نجمه الأم على بعد 48 سنة ضوئية من الشمس ، في كوكبة الحواء. اعتبارًا من عام 2017 ، يعد GJ 1214 b المرشح الأكثر احتمالاً لكونه كوكبًا ذي محيطات. لهذا السبب ، أطلق العلماء على الكوكب اسم "عالم الماء". وقد أعلن عن اكتشافه في 16 كانون الأول (ديسمبر) 2009، ويقع على بعد 48 سنة ضوئية فقط منا .
هناك دليل قوي على أن GJ 1214 b محاط بجو سميك نسبيًا. تعتمد درجة حرارة توازن كوكب خارج المجموعة الشمسية على عدة عوامل ، بعضها معروف فقط بشكل غير دقيق أو لا يعرف على الإطلاق. تشير التقديرات إلى درجة حرارة توازن بين 120 و 280 درجة مئوية. يعتمد هذا على درجة وضاءة Albedo 0.75 (عند 120 درجة مئوية) أو 0 (عند 282 درجة مئوية)
إنه "أرض عملاقة " ، مما يعني أنه أكبر من الأرض ولكنه أصغر بكثير (في الكتلة ونصف القطر) من عمالقة الغاز في النظام الشمسي. بعد الكوكب CoRoT-7b كان هو ثاني كوكب أرضي خارج المجموعة الشمسية يتم قياس كتلته ونصف قطره  and is the first of a new class of planets with small size and relatively low density. وهو الأول من فئة جديدة من الكواكب ذات الحجم الصغير والكثافة المنخفضة نسبيًا. GJ 1214 b مهم أيضًا لأن نجمه الأصلي قريب نسبيًا من الشمس ولأنه يعبر (يتقاطع أمام) هذا النجم الأم ، مما يسمح بدراسة الغلاف الجوي للكوكب باستخدام طرق التحليل الطيفي.

## اكتشافه
تم اكتشاف الكوكب GJ 1214 b لأول مرة بواسطة مشروع MEarth ، الذي يبحث عن الانخفاضات الصغيرة في السطوع التي يمكن أن تحدث عندما يمر كوكب مداري لفترة وجيزة أمام نجمه الأم. في أوائل عام 2009 لاحظ علماء الفلك الذين يديرون المشروع أن النجم غليزا 1214 بدا وكأنه يظهر انخفاضًا في السطوع من هذا النوع. ثم راقبوا النجم عن كثب وأكدوا أنه يخفت بنسبة 1.5٪ تقريبًا كل 1.58 يومًا. ثم تم إجراء قياسات متابعة للسرعة الشعاعية باستخدام مقياس الطيف HARPS على تلسكوب ESO البالغ قطره 3.6 متر في مرصد لاسيلا في تشيلي ؛ نجحت تلك القياسات في تقديم دليل مستقل لواقع الكوكب. ثم نُشرت رسالة بحثية في مجلة Nature تعلن عن الكوكب وتقدير كتلته ونصف قطره ومعلمات مداره.

## الخصائص
يمكن الاستدلال على نصف قطر الكوكب غليزا 1214 ب من مقدار التعتيم المرئي عندما يعبر الكوكب أمام نجمه الأم كما يُرى من الأرض. ويمكن استنتاج كتلة الكوكب من الملاحظات الحساسة للسرعة الشعاعية للنجم الأم ، والتي يتم قياسها من خلال التحولات الصغيرة في الخطوط الطيفية النجمية بسبب تأثير دوبلر. بالنظر إلى كتلة الكوكب ونصف قطره ، يمكن حساب كثافته. من خلال المقارنة مع النماذج النظرية ، توفر الكثافة بدورها معلومات محدودة ولكنها مفيدة للغاية حول تكوين وبنية الكوكب

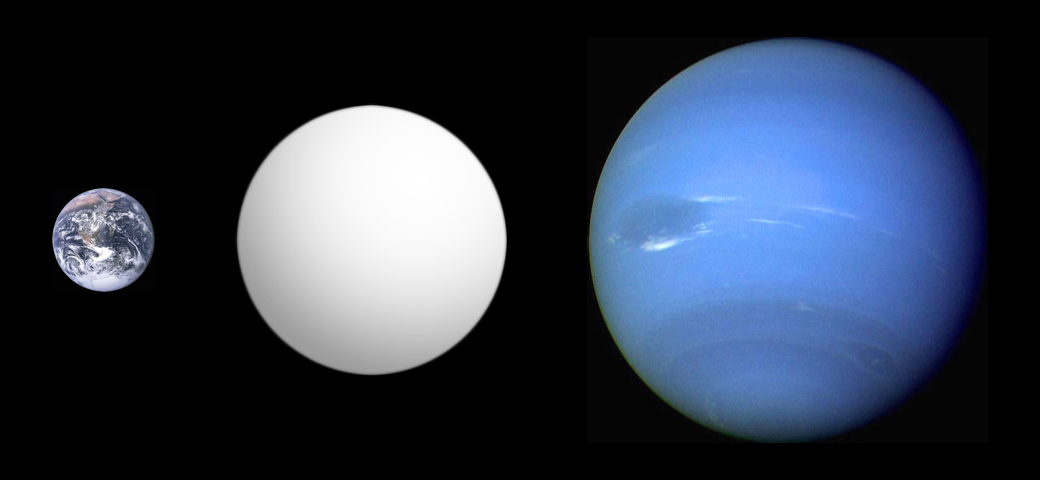
مقارنة بين أحجام GJ 1214 b و الأرض (على اليسار) و نبتون (على اليمين). اللون الفعلي لـ GJ 1214 b غير معروف بعد.

يكبر قطر كوكب غليزا 1214 ب قطر الأرض بمرتين ونصف قطر يصل لحوالي 17000 كيلومتر ومساحته حسب قياس هاربس HARPS فهي أكبر من مساحة الأرض حوالي 5.5 إلى 7.5 مرة. بينما تعتبر كثافته ضعيفة نسبيا مقارنة بكتلته. ومن الممكن اعتبار الكوكب كوكبا محيطيا حيث تغطيه المياه بالكامل. ويتكون من 75 % من الجليد و 25 % من الصخور والمعادن. وإن كانت هذه الفرضية صحيحة فمحيط الجليد هذا الذي يغطي الكوكب سيكون بعمق 13000 كيلومتر وبنواة صخرية قد يصل نصف قطرها 4000 كيلومتر.
قدرت درجة حرارة سطح هذا الكوكب بحوالي 200 درجة مئوية، نظرا لمداره القريب من نجمه. بالإضافة إلى أن غلافه قد يبلغ سمكه حوالي 200 كيلومتر مربع، أي ضعف سمك الغلاف الجوي للأرض مما يزيد من تأثير ظاهرة الاحتباس الحراري.
نظرًا للحجم الصغير نسبيًا للنجم الأم للكوكب GJ 1214 b ، فمن الممكن إجراء مشاهدات طيفية أثناء عبور الكواكب. من خلال مقارنة الطيف المرصود قبل وأثناء عمليات العبور ، يمكن استنتاج طيف الغلاف الجوي للكواكب. في كانون الأول (ديسمبر) 2010 ، نُشرت دراسة تُظهر أن الطيف غير ملموس إلى حد كبير على مدى الطول الموجي 750-1000 نانومتر. نظرًا لأن الغلاف الجوي السميك والخالي من الغيوم الغني بالهيدروجين قد ينتج ميزات طيفية يمكن اكتشافها ، يبدو أن مثل هذا الغلاف الجوي مستبعد. على الرغم من عدم وجود علامات واضحة على بخار الماء أو أي جزيء آخر ، يعتقد مؤلفو الدراسة أن الكوكب قد يكون له غلاف جوي يتكون أساسًا من بخار الماء. والاحتمال الآخر هو أنه قد تكون هناك طبقة سميكة من السحب العالية تمتص ضوء النجم. نظرًا للشيخوخة المقدرة للنظام الكوكبي والهروب الهيدروديناميكي المحسوب (فقدان الغازات التي تميل إلى استنفاد الغلاف الجوي للمكونات ذات الوزن الجزيئي العالي) بمعدل 900 طن في الثانية ، استنتج العلماء أنه كان هناك خسارة كبيرة في الغلاف الجوي اثناء عمر الكوكب وا، الجو الكوكب الموجود حاليا لا يمكن أن يكون جو المنشأ.
. فقدان جو المنشأ تأكد في عام 2020 حيث لم يوجد أثار هيليوم في استكشاف
Gliese 1214 b.
ولكن اكتشف في عام 2022 وجود الهيليوم في جو غليزا 1214 ب .
قد يكون غليزا 1214 b أكثر برودة من أي كوكب عابر معروف قبل اكتشاف كيبلر-16b في عام 2011 بواسطة مهمة كيبلر. يُعتقد أن درجة حرارته المتوازنة تتراوح بين 393-555 كلفن (120-282 درجة مئوية ؛ 248-539 درجة فهرنهايت) ، اعتمادًا على مقدار إشعاع النجم المنعكس في الفضاء.